# Giovanni Montemauri

a Compétitions nationales et continentales officielles uniquement.

Dernière mise à jour le 1 mai 2025.
Giovanni Montemauri, né le 24 octobre 2000 à Rome (Italie), est un joueur italien de rugby à XV évoluant principalement au poste de demi d'ouverture.

## Biographie

### Formation
Giovanni Montemauri a débuté le rugby à XV à l'âge de six ans dans sa ville natale avec l'US Primavera (it) avec qui il fait ses débuts dans le championnat d'Italie.
En 2019, il rejoint le centre de formation du Stade français.

### En club
Giovanni Montemauri retourne en Italie en 2020, après seulement un an à Paris, où il s'engage avec la SS Lazio Rugby 1927 où il reste deux saisons jusqu'à la relégation du club en 2022 avant de s'engager avec Rugby Rovigo. En deux saisons, il dispute 35 matchs et inscrit 123 points.
Durant la saison 2022-2023 du championnat italien, il dispute 20 matchs et remporte le titre de champion d'Italie. Il est également nommé meilleur joueur de la saison et meilleur buteur de la saison avec 207 points en saison régulière, terminant avec 233 points à l'issue des phases finales.
À l'issue de la saison 2022-2023, il rejoint la franchise des Zebre Parma pour évoluer au sein du United Rugby Championship. Il dispute son premier match le 28 octobre 2023 face aux Ospreys en tant que remplaçant et entrant en jeu à la 75e minute à la place de Bautista Stavile (en).

## Palmarès

### En club
- Vainqueur du Championnat d'Italie en 2023 avec Rovigo.

### Distinctions personnelles
- Meilleur joueur du Championnat d'Italie en 2023.
- Meilleur réalisateur du Championnat d'Italie en 2023 (233 points).